# 앙카라 대학교
앙카라 대학교(튀르키예어: Ankara Üniversitesi 앙카라 위니웨르시테시[*])는 튀르키예의 수도 앙카라에 있는 국립 대학으로, 1946년 설립되었다. 이 대학은 튀르키예가 공화국 체제로 바뀐 뒤 새로 설립된 첫 종합대학이다.

## 역사
앙카라 대학교를 이루는 학부 중 최초로 설립된 것은 현 정치학부의 전신인 1859년의 멕테비 뮐키예이다. 이후 아타튀르크의 지시에 따라 앙카라에 1925년 법학대학이 설립되었고, 1933년에는 농학 기술원, 1935년에는 어문역사지리대학, 1936년에는 멕테비 뮐키예를 전환한 정치대학이 설립되었다. 1940년대에는 추가로 자연과학대학(1943년)과 의학대학(1945년)이 설립되었다.
이상과 같이 따로 설립된 대학들을 한데 모아 1946년, 공식적으로 법학부, 어문역사지리학부, 자연과학부, 의학부를 포함한 종합대학으로서 '앙카라 대학교'가 설립되었다. 이후 앙카라 대학교는 농학 기술원의 일부를 농학부와 수의학부로 편입하였고, 1949년에는 신학부가 설립되었다. 1950년에는 정치대학을 정치학부로 편입하였다. 약학부는 1960년 생겼고, 치의학대학은 1963년 생겼는데 앙카라 대학교의 학부로는 1977년 편입되었다. 교육학부와 커뮤니케이션학부는 1965년 설립되었으며, 보건교육학부는 1996년 설립되었다.

## 조직

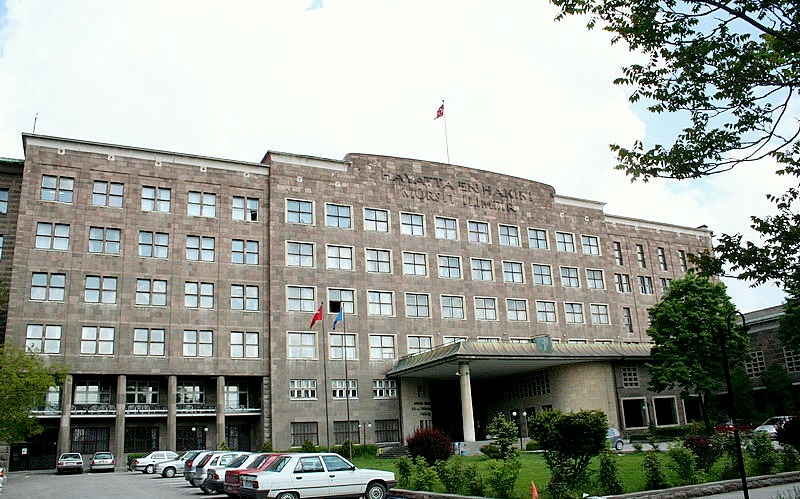
어문역사지리학부 건물

앙카라 대학교에는 14개의 학부가 있다.
- 의학부
- 치의학부
- 약학부
- 보건교육학부
- 수의학부
- 정치학부 (멕테비 뮐키예)
- 법학부
- 자연과학부
- 공학부
- 커뮤니케이션학부
- 교육학부
- 어문역사지리학부
- 신학부
- 농학부

## 주요 동문
- 이스마일 학크 - 이론물리학자
- 데니즈 바이칼 - 정치인, 전 공화인민당 지도자
- 아타올 베흐라모을루 - 시인
- 오스만 비르센 - 전 이스탄불 증권거래소 최고경영자
- 젠기즈 찬다르 - 저널리스트
- 히크메트 체틴 - 전 터키 국회의장
- 잔 뒨다르 - 저널리스트
- 아드난 세즈긴 - 전 축구 선수, 현 사업가
- 무암메르 귈레르 - 전 이스탄불 주 주지사
- 에크멜렛딘 이흐사노을루 - 현 이슬람 회의 기구 사무국장
- 에르달 이뇌뉘 - 물리학자, 정치인
- 아흐메트 타네르 크쉴랄르 - 전 터키 문화부 장관
- 페리트 멜렌 - 전 터키 총리
- 무랏한 문간 - 작가
- 타흐신 외즈귀츠 - 고고학자
- 엔긴 투준 팍소이 - 식물유전학 교수
- 제말 쉬레야 - 시인
- 튈라이 투으주 - 전 터키 대법원장
- 메흐메트 케체질레르 - 정치가, 전 장관
- 무라트 카라얄츤 - 전 터키 외무부 장관, 전 터키 부총리, 전 앙카라 시장
- 하산 젤랄 귀젤 - 전 터키 교육부 장관
- 메흐메트 학크 수친 - 아랍학자

## 같이 보기
- 멕테비 뮐키예